# هيرب توماس
هيرب توماس (بالإنجليزية: Herb Thomas)‏ (26 مايو 1902 في الولايات المتحدة - 4 ديسمبر 1991 بستارك في الولايات المتحدة) هو لاعب كرة قاعدة ولاعب كرة قدم أمريكي في مركز لاعب دفاع ‏. لعب مع مونتريال رويالز ‏ وتوليدو مود هنس.